# Maggie (pel·lícula)
Maggie és una pel·lícula de terror dramàtica post-apocalíptica estatunidenca del 2015 dirigida per Henry Hobson, al seu debut com a director, escrita per John Scott 3. És protagonitzat per Arnold Schwarzenegger, Abigail Breslin i Joely Richardson. Maggie és una opció dramàtica de Schwarzenegger, més conegut pels seus papers de pel·lícula d'acció.
La pel·lícula s'havia d'estrenar originalment al Festival Internacional de Cinema de Toronto de 2014, però Lionsgate va comprar els drets de distribució estatunidencs i va treure la pel·lícula de la llista del festival. En canvi, es va estrenar al Festival de Cinema de Tribeca el 23 d'abril de 2015, com a part de la seva programació, seguit d'una estrena limitada a les sales i d'un llançament simultània de VOD el 8 de maig de 2015.

## Argument
A l'actual Oest Mitjà dels Estats Units, la societat lluita per funcionar arran d'una pandèmia de zombis (necroambulisme) amb prou feines sota control. Maggie Vogel truca al seu pare des d'una ciutat trencada sota el toc de queda; el seu missatge de veu demana que no la busqui i que l'estimi. Li van mossegar el braç. Sabent que només té unes setmanes abans que el "virus Necroàmbul" es torni caníbal, va marxar de casa per protegir la seva família. El pare de Maggie, Wade, l’ha buscat durant dues setmanes, malgrat la seva advertència. En trobar-la a un hospital per infectats, porta a Maggie a casa per cuidar-la fins que finalment ha de ser posada en quarantena. Durant el seu retorn, un zombi ataca en Wade a una benzinera abandonada i li trenca el coll.
A casa, els germans petits de la Maggie, Bobby i Molly, marxen per quedar-se amb la seva tia. La Maggie parla amb en Bobby, que sobretot entén el que està passant. Es retira de la seva família, lluitant per fer front a la seva situació desesperada i torna a contactar amb els seus amics. En caure d'un gronxador, es trenca un dit al braç infectat, del qual brolla un líquid negre. Aterroritzada, tot i que no sent dolor, i desesperada pel seu estat, Maggie es talla el dit. Ella fuig fora i es troba amb un veí, Nathan, i la seva filla petita, ambdós sense sentit per la infecció. Wade mata els dos zombis però sent un remordiment extrem. El xèrif i l'adjunt que responen consideren Wade sense culpa, en comptes d'això, culpa a la dona de Nathan, Bonnie, que va ocultar la seva família infectada de les autoritats. Bonnie visita Wade aquella nit, desxifrant el tractament deshumanitzador dels infectats i revelant que Nathan s'havia tancat amb la seva filla malalta, infectant-se ell mateix, en lloc d'abandonar-la a la mort entre desconeguts en quarantena.
Un metge simpàtic menteix a Maggie i al seu informe mèdic sobre el progrés de la seva infecció, però adverteix a Wade que, si vol evitar la quarantena de Maggie, l'haurà de fer l'eutanàsia ell mateix, ja sigui amb un dolor extremadament dolorós. còctel de drogues, o "fer-ho ràpid". Wade i Maggie aprofiten al màxim els dies que els queden, recordant la difunta mare de Maggie. Malgrat el deteriorament físic de Maggie (l'han despertat uns cucs que es retorcen al seu braç moribund), lluita per mantenir la normalitat. Assisteix a una foguera amb una amiga de secundària, Allie, i un nen infectat, Trent, amb qui la Maggie ja va sortir, i amb qui es besa. Explica rumors de condicions horribles a les instal·lacions de quarantena, dient que moriria abans d'anar-hi.
Un dia, la Maggie olora menjar a prop de la seva madrastra Caroline, encara que Caroline no fa olor de res i pensa que Wade deu estar cuinant a baix. En trobar la cuina buida, Caroline s'adona horroritzada que la Maggie ha començat a olorar carn viva, en aquest cas la de Caroline, com a menjar. Maggie rep una trucada desesperada de Trent. A casa seva, Trent s'ha tancat a la seva habitació després que ell també sentia fam olorant un altre humà, el seu pare. Maggie intenta consolar-lo, però observa impotent com la policia porta Trent per la força a la quarantena.
De tornada a casa, la Maggie es troba amb una guineu atrapada al bosc. Més tard corre a casa seva, histèrica i coberta de sang, admet entre llàgrimes als seus pares espantats que volia alliberar la guineu però que després no va poder evitar atacar-la. Wade dispara a la guineu mig menjada. La Caroline se'n va i demana a Wade que és hora que s'emportin la Maggie. Arriben dos oficials i Wade lluita contra un d'ells abans que aparegui Maggie, assegurant-los que encara no s'ha transformat. El simpàtic xèrif deixa a Wade amb una advertència que és millor que decideixi què fer amb ella abans que vinguin a comprovar-ho.
Wade li mostra a la Maggie margarides blanques que ha crescut al vell jardí de la seva mare, sent "Daisy" un sobrenom que de vegades utilitza per a Maggie. Ella li agraeix la bellesa del jardí, però també li suplica que li prometi que "ho farà parar" abans que ella empitjori. Més tard, Wade s'asseu sol amb la seva escopeta, encara incapaç d'utilitzar-la. Ell fingeix dormir quan s'acosta la Maggie, la seva pell ara grisa i els ulls ennegrits. Ella s'atura sobre ell, olorant-lo, aparentment a la vora de l'autocontrol, abans de besar-li el front. La Maggie surt al carrer. Wade, veient una closca a terra, la posa a l'escopeta. La Maggie s'ha enfilat al terrat i ha saltat, els seus últims records són d'ella mateixa quan era una nena jugant a l'aire lliure amb la seva mare, agafant una margarida.

## Repartiment
- Arnold Schwarzenegger com a Wade Vogel
- Abigail Breslin com a Marguerite "Maggie" Vogel
- Joely Richardson com a Caroline Vogel
- Douglas M. Griffin com el xèrif Ray Pierce
- J. D. Evermore com a ajudant Holt
- Rachel Whitman Groves com a Bonnie
- Jodie Moore com el Dr. Vern Kaplan
- Bryce Romero com a Trent
- Raeden Greer com a Allie
- Aiden Flowers com Bobby Vogel
- Carsen Flowers com Molly Vogel
- Dana Gourrier com a dona als matolls

## Producció
El guió original de Maggie, escrit per John Scott 3, va guanyar el Premi d'Or de la categoria Thriller/Terror al concurs PAGE International Screenwriting Awards 2010 i, com a resultat, va ser posat en coneixement del director Henry Hobson. L'any següent, el guió va arribar a la Black List dels "guions més agradats". Chloë Grace Moretz es va unir inicialment al projecte, però es va abandonar a causa de conflictes de programació. La pel·lícula és el debut a la direcció d'Henry Hobson, els treballs anteriors del qual fou el disseny dels intertítols d'altres pel·lícules com Sherlock Holmes (2009) i Robin Hood (2010) i videojocs com The Last of Us (2013), juntament amb els títols dels Premis Oscar de 2013 i 2014, i comercials per Halo, Resistance 3, i Xcom. Hobson va triar Schwarzenegger com una mena de "taquigrafía" per a un pare protector, la qual cosa va permetre a la pel·lícula evitar haver de rodar escenes que l'establissin com a tal. Hobson també va gaudir la idea de posar l'actor contra el tipus, explicant "quan va sorgir Arnold, va ser una idea realment intrigant; ha estat l'heroi en tot el que ha fet, i utilitzar-ho ara contra ell i fer que sigui un pare que no ha pogut protegir la seva família va ser una idea realment intrigant: utilitzar les seves qualitats més fortes com una mena d'ajuda narrativa". El rodatge va començar el 23 de setembre de 2013 a Nova Orleans, Louisiana, i va finalitzar el 25 d'octubre de 2013. El programa de rodatge de la pel·lícula va durar 25 dies. Hobson va produir més de 200 pàgines de guions per guiar els seus actors al llarg de la pel·lícula.

## Llançament

### Màrqueting
El 25 de març de 2015, el tràiler de Maggie es va publicar a YouTube, rebent 4 milions de visualitzacions en 4 dies, i el director Henry Hobson també va publicar el tràiler al seu compte de Vimeo. Per a l'estrena de la pel·lícula a les Filipines per Pioneer Films el 13 de maig de 2015, el cartell va ser molt modificat per exagerar els pocs elements d'acció de la pel·lícula, com ara la inclusió del lema "Don't Get Bitten". També es van produir pòsters d'edició limitada per al mercat dels EUA.

### Cinematogràfic
Maggie es va estrenar al Festival de Cinema de Tribeca de 2015 el 22 d'abril de 2015. La pel·lícula es va estrenar en sales limitades als Estats Units el 8 de maig de 2015, i al Regne Unit el 24 de juliol de 2015.

### Mitjans domèstics
La pel·lícula es va estrenar en DVD el 7 de juliol de 2015.

## Recepció

### Resposta crítica
Tot i que Maggie va rebre crítiques diverses, els crítics van elogiar les actuacions de Schwarzenegger i Breslin, amb els crítics sorpresos per l'habilitat de Schwarzenegger com a actor dramàtic, capaç d'oferir una actuació molt tràgica i commovedora, en lloc de ser només un actor de cinema d'acció. A Rotten Tomatoes, la pel·lícula té una valoració del 60%, basada en 134 ressenyes, amb una valoració mitjana ponderada de 5,8/10. El consens crític del lloc diu: "Maggie de vegades s'enfonsa una mica maldestrament, però es revifa parcialment amb bones actuacions i un to inesperadament reflexiu." A Metacritic, la pel·lícula té una puntuació de 52 sobre 100, basada en 30 crítics, que indica "crítiques mixtes o mitjanes".
Christopher Bourne de Twitch Film, en una ressenya del Festival de Cinema de Tribeca de 2015, afirma que Schwarzenegger "ofereix aquí una de les seves millors i més efectives actuacions, la més reprimida i moderada que ha estat mai. Aporta un matís i una profunditat sorprenents al seu paper de pare que lluita desesperadament per preservar els seus últims moments amb la seva filla, i que pateix una agonia considerable per la seva incapacitat per revertir o millorar l'inevitable decadència de Maggie", i afegeix que el seu gir dramàtic "suggereix la seva capacitat per a un ventall més ampli de papers a mesura que s'acosta als setanta i és menys capaç d'assumir les exigències físiques dels papers d'heroi d'acció pels quals ha estat conegut."
Perri Nemiroff de Collider, que va donar a la pel·lícula una ressenya mixta, assenyala que Schwarzenegger "no sacsejarà mai completament l'exterior súper dur, però sens dubte sembla un pare amorós i molt relacionat aquí", i que Breslin "obté una bona assistència del maquillatge estranyament natural de la transformació de zombis, però és la seva capacitat de passar entre vendre a Maggie com una noia jove forta que intenta manteni unida la seva família i també estar francament aterrida el que fa que l'actuació sigui especialment corpresa". Tanmateix, finalment afirma que la pel·lícula "és només una gran oportunitat perduda. Sens dubte, Hobson té potencial, però la seva determinació de ressaltar la misèria dels personatges a través d'imatges tèrboles i cares súper tristes acaba absorbint completament la vida del concepte".
Grayson Hamilton de Popzara.com es va mostrar més entusiasmat que la majoria, dient que la pel·lícula "recupera velocitat i acaba en el moment perfecte, sense necessitat d'acomiadar amb l'audiència o estirar-se durant un temps de pantalla més llarg", alhora que va afegir "el nivell de pes emocional és rar per a una pel·lícula de Schwarzenegger, però la icona d'acció la porta millor que qualsevol altra actuació de tota la seva carrera."
Drew McWeeny de Hitfix ofereix una ressenya negativa general de la pel·lícula, dient del paper de Schwarzenegger: "Finalment tenim una actuació real per jutjar, ja que Arnold és despullat de gairebé tot el que ha pogut confiar en el seu treball. El resultat és un estudi de prop de les seves limitacions com a actor i una obra realment trista que maneja bé". McWeeny també comenta: "Breslin fa un treball sòlid com a noia que ha de lluitar amb la idea que no podrà gaudir de les alegries de l'edat adulta i que sap molt bé el patiment què li farà al seu pare... Sincerament, desitjaria que m'agradés més la pel·lícula, però en aquest moment hem vist moltes pel·lícules de zombis i, tot i que aquesta intenta trobar una nova manera d'introduir la idea, no fa res especialment nou".